# Teschgraben
Der Teschgraben ist ein etwas über eineinhalb Kilometer langer Bach des Südschwarzwaldes in Baden-Württemberg, der in Zell im Wiesental im Landkreis Lörrach von rechts und Norden in die Wiese mündet. 

## Geographie

### Verlauf
Der Teschgraben entspringt südöstlich unterhalb von Gresgen und rund 300 Meter ostnordöstlich des Rümmelesbühls an den Bachöfelehalden auf rund 690 m ü. NHN. Von dort fließt er in südöstlicher Richtung durch den Walddistrikt Gotteröll, weit überwiegend im Stadtgebiet von Zell im Wiesental und nur für rund 100 Meter zwischendurch auch über Hausener Gemarkung. Im unteren Bereich des Zeller Ortsteils Liebeck ist er eingedolt. Unmittelbar nach der Wiesenbrücke der Wiesentalbahn mündet er von rechts und Norden in die Wiese.

### Einzugsgebiet
Das naturräumlich zum Südschwarzwald gehörende Einzugsgebiet ist etwa 0,8 km² groß und liegt zu über 90 % im Stadtgebiet von Zell im Wiesental, der übrige Anteil im Südwesten gehört zum Gemeindegebiet von Hausen im Wiesental. Der höchste Punkt des Einzugsgebiets liegt auf 777,4 m ü. NHN am Rümmelesbühl. 
Die Einzugsgebiete der folgenden Nachbargewässer grenzen an:
- Im Norden und Nordosten fließt der Henschenbach unmittelbar oberhalb ebenfalls etwa südostwärts zur Wiese;
- im Süden konkurriert der Fluchgraben, der unmittelbar nach dem Teschgraben in die Wiese mündet;
- der Abfluss jenseits der westlichen Wasserscheide gelangt über den Gresgerbach und später die Kleine Wiese weiter abwärts in die Wiese.

### Zuflüsse
In den Teschgraben ist auf der amtlichen Gewässerkarte lediglich ein Zufluss verzeichnet, er ist namenlos, ca. 40 m lang, mündet von rechts und Westen auf etwa 664 m ü. NHN rund 140 m nach der Quelle des Teschgrabens und entspringt auf etwa 666 m ü. NHN.

### Flusssystem Wiese
- Fließgewässer im Flusssystem Wiese